# 크로커스 언덕
크로커스 언덕(Crocus Hill)은 앵귈라의 가장 높은 지점으로,  카리브해의 영국의 해외 영토이다. 높이는 73 미터 (240 ft)이다. 크로커스 언덕은 앵귈라의 수도인 더 밸리 근처에 있다. 크로커스 베이(언덕 서쪽에 위치)는 크로커스 언덕의 이름을 따서 명명되었다.

## 참고 문헌
1. ↑  “CIA World Factbook- Anguilla”. 2019년 7월 11일에 확인함.

## 같이 보기
- 앵귈라의 지리